# Pelourinho de Seia

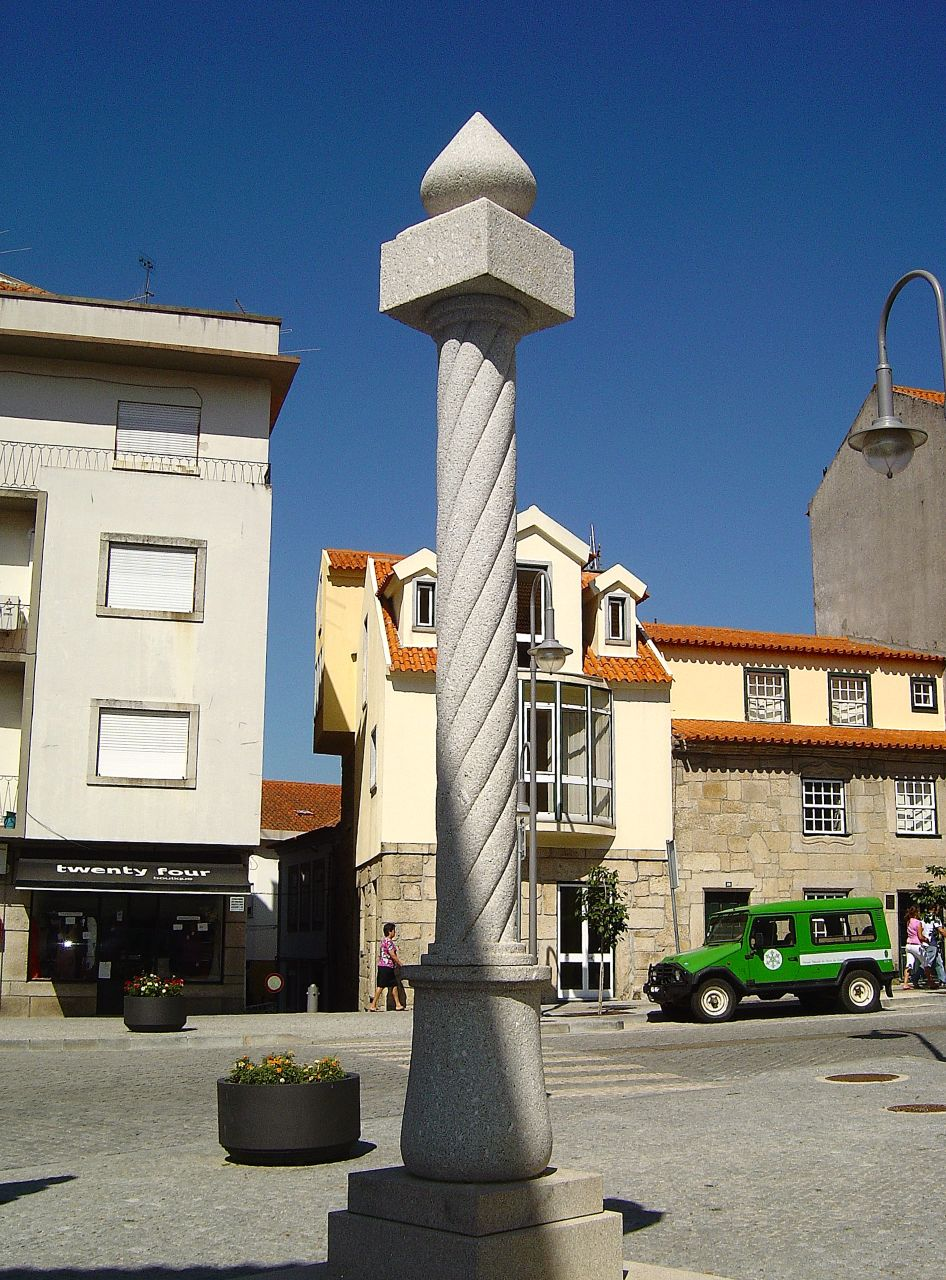
Pelourinho de Seia

Um pelourinho é uma coluna de pedra, geralmente ornamentada, que era usada como um símbolo de poder e autoridade, estando muitas vezes associada à administração da justiça. Em Portugal durante os séculos XV e XVI, os pelourinhos eram construídos em praças públicas que serviam como locais onde as punições e sentenças judiciais eram proclamadas e executadas. 

## Descrição
Estrutura de granito, composta por três degraus quadrangulares com um bordo superior saliente. O plinto é a peça que suporta a coluna, que neste pelourinho é circular com uma forma côncava e um bojo mais largo na parte inferior. O fuste é espiralado, ou seja, tem a forma de espiral. O capitel serve como estrutura de transição entre o fuste e o elemento superior. Este é formado por duas molduras curvas arredondadas. O remate é o topo da coluna, que neste caso tem uma forma cónica.

## História
A história do pelourinho de Seia está intrinsecamente relacionada à evolução da vila de Seia. Em 1129, o governador de Seia, Bermudo Peres, lutou contra D. Afonso Henriques a favor do Conde de Trava, que resultou na destruição de povoação. Em 1132, com a povoação arruinada, D. Afonso Henriques mandou iniciar o processo de repovoamento e reconstrução, sendo que 4 anos mais tarde, em 1136, o mesmo monarca cede um foral à povoação e em 1217 D. Afonso II confirma o foral de D. Afonso Henriques. O primeiro pelourinho de Seia foi contruído no século XVI, tendo sido destruído no final do século XIX por ordem camarária. O segundo pelourinho começou a ser desenhado no início século XX sendo que foi contruído em 9 de novembro de 1985.    

## Localização
Este pelourinho encontra-se na Praça da República, Seia 6270-496 Portugal.